# 勒什諾夫
45°35′36″N 25°27′37″E / 45.59333°N 25.46028°E

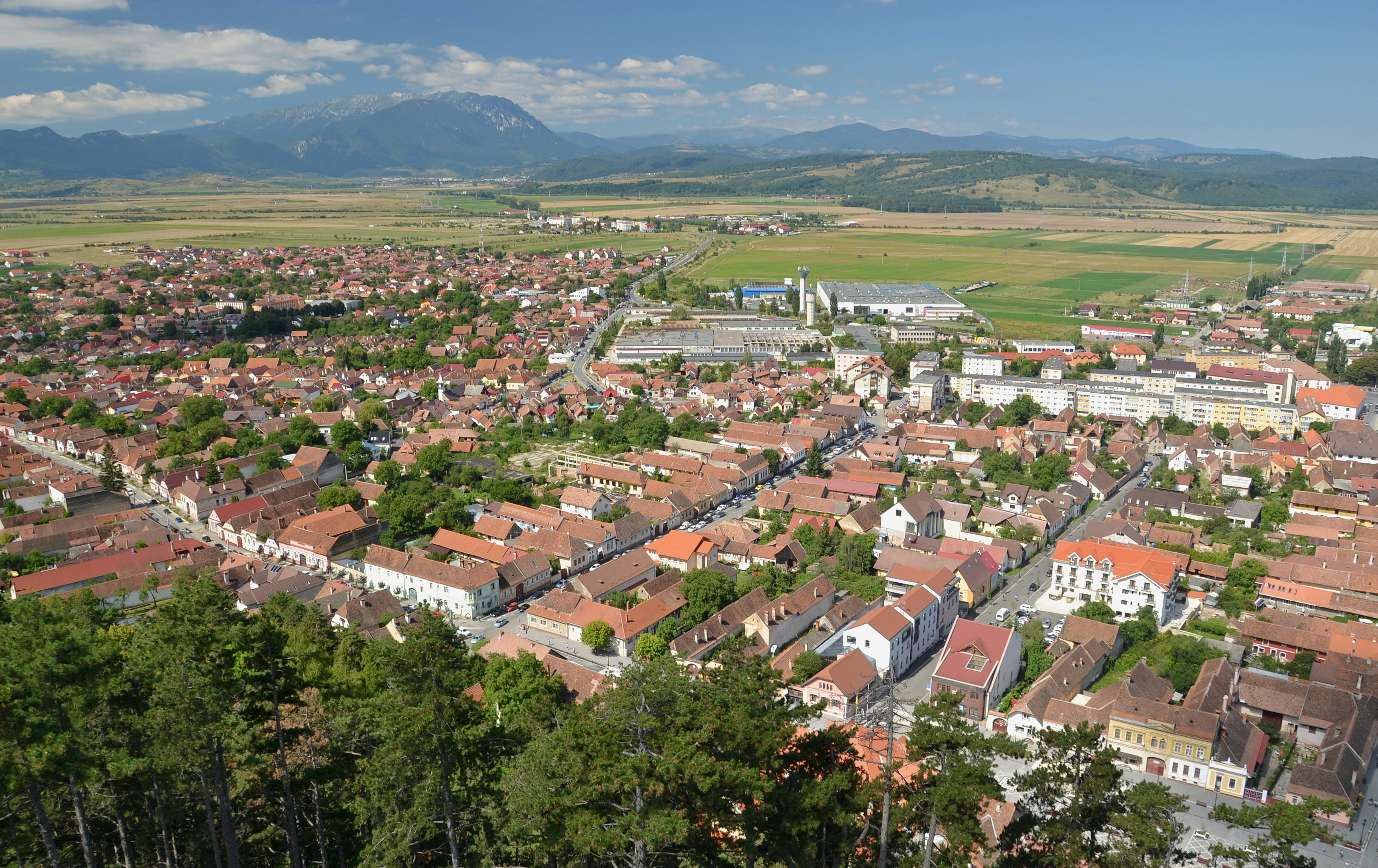

勒什諾夫（羅馬尼亞語：Râșnov），是羅馬尼亞的城鎮，位於該國中部，由布拉索夫縣負責管轄，面積164.4平方公里，海拔高度650米，2011年人口15,022，人口密度每平方公里94人。